# リング禍
リング禍（リングか）は、主にボクシングやプロレスの試合に起因して競技者が深刻な負傷や障害を負い最悪の場合死亡に至る事故を指す用語である。

## 概説
リング禍という言葉は、直接的な原因が試合行為にあり、競技者が死亡、または深刻な障害を負った場合に用いられる。
必ずしも負けた側がリング禍に至るとも限らず、試合の勝者がリング禍に至る場合もある。試合以外でも、スパーリングなどが原因で練習中、練習後に死亡する場合などもリング禍の一種と言える。
試合行為において脳出血、脳挫傷など頭部・頸部の受傷に至った場合、アメリカなどでは回復して痕跡が消えれば再び試合に復帰できるが、日本では予後問題ないとしても引退は免れず事実上の選手生命の終了に等しい。赤井英和の例が広く知られる。通常、スポーツで競技の最中に競技者が引退を余儀なくされるような負傷をした場合は重大な事故であると言えるが、ボクシングでは、脳挫傷など重体患者の発生自体が重大な事故として大きく報道されることは無い。
一般的に、スポーツにおける競技中の事故は、対象の負傷や生存の有無などの結果にかかわらず発生した段階で「事故」と認識、定義されるのに対して、リング禍とは過程ではなく、事後の結果が定義を決定する言葉であると言える。

## ボクシングにおけるリング禍
ボクシングは攻撃が許されるのが頭部と胴体に限定されており、なおかつその多くが頭部を狙っての攻撃という競技の性質上、脚や胴体への蹴りなど頭部以外への打撃や関節技などが許され攻撃が頭部以外にも分散する他の格闘技と比べて、ダメージが頭部へ集中するため、頭部を殴られた衝撃で脳出血を起こして死に至るリング禍が多く発生している。
ダメージにより試合中にリング上で発生する場合もあれば、KO（ノックアウト）、判定如何にかかわらず試合後に発生する例も多い。ほとんどの国や地域のボクシング・コミッションではボクサーへ試合前後の検査を実施しているものの、突発性の高い事例の場合、直接的な予防は困難を極める。アメリカ合衆国の各州のアスレチック・コミッションでも、幾度と無く安全面での改革が行われているが、現在でも発生が続いている。
ヘッドギアを装着して行うアマチュアボクシングや練習中のスパーリングは安全であると思われがちだが、ヘッドギアはあくまで打撃やバッティングによる直接的な傷や腫れを防ぐためのものであり、脳震盪や脳挫傷を防ぐためのものではないため、マスコミなどで報道される試合での発生以外に、アマチュアボクシングやスパーリングでもリング禍は世界的に起きている。文部科学省が2012年（平成24年）7月にまとめた資料によると、ボクシングは「学校運動部活動中に起きた死亡・重度障害事故」の競技種目別発生頻度(10万人当たりの発生件数)で1位の自転車（29.29件）に次ぎ、2位（18.13件）となっている。これは4位の柔道（4.8件）を大きく上回る発生頻度である。
また、直接的にどの試合が原因か分からなくとも、試合行為を重ねることによるダメージの蓄積の影響で最終的にパンチドランカーになったり、失明など深刻な障害を持つに至った場合などもリング禍の一種であるという見方もできるが、それらが出来事としてのリング禍として社会的に認識されているとは言い難い。
ボクシングは世界的な統括組織がないため、正確な死亡者数の把握は難しいが、1890年から2011年の間に1604人のボクサーがリング禍によって死亡し、年間平均死亡者数は13人との調査結果もある。
アメリカの全米の大学のスポーツを統括する全米大学体育協会（NCAA）では、1932年から1960年までボクシング部があったが、1960年4月の試合でウィスコンシン大学マディソン校の学生であるチャーリー・モールが脳出血で倒れ、8日後に死亡したことで、NCAAは1960年末でボクシング部を廃止した。

### 原因に対する指摘
階級（体格、体重）とパンチの威力は比例関係にある。階級が重くなれば重くなるほどダウン及びKOの割合が高くなり、試合が早いラウンドで終わることになる。逆に階級が軽くなるほど決定力は低下して試合は長引くことが多くなり、結果としてより多くのパンチを浴び続けることになる。
軽量級や中量級の場合は、重量級に比して明確にパンチの回転力で勝り、パンチが相手に命中する回数が多くなる（例えば、世界戦においてラウンド中500発以上の有効打が記録されているのは全てミドル級(70kg)未満の試合であり、400発以上の有効打が記録されている試合も、20試合中15試合がミドル級(70kg)未満の試合である）。
日本では軽量級に競技人口が偏っているため軽量級で行われる試合が多く、そのため結果的に軽量級のリング禍がほとんどを占めているが、世界的に見れば競技人口の多いライト級やウェルター級近辺での発生が多い。

#### 階級別の死亡事故件数
| フライ級以下 | バンタム級  | フェザー級   | ライト級     | ウェルター級 | ミドル級    | ライトヘビー級 | ヘビー級   |
| ------------ | ----------- | ------------ | ------------ | ------------ | ----------- | -------------- | ---------- |
| 54人(8.0%)   | 67人(10.0%) | 102人(15.2%) | 127人(18.9%) | 116人(17%)   | 93人(13.8%) | 50人(7.4%)     | 53人(7.9%) |

（マニュエル・ベラスケスのボクシング死亡事故集統計より）
パンチを頭部に浴び続けダメージが蓄積した試合中盤や終盤にリング禍が起こりやすいという指摘もあるがこれも統計から特にそのような傾向は見られない。

#### ラウンド別の死亡事故件数
| 1ラウンド | 2ラウンド | 3ラウンド | 4ラウンド | 5ラウンド | 6ラウンド | 7ラウンド | 8ラウンド | 9ラウンド | 10ラウンド | 11ラウンド | 12ラウンド | 13ラウンド | 14ラウンド | 15ラウンド | 16ラウンド | 16ラウンド以降 |
| --------- | --------- | --------- | --------- | --------- | --------- | --------- | --------- | --------- | ---------- | ---------- | ---------- | ---------- | ---------- | ---------- | ---------- | -------------- |
| 45人      | 62人      | 54人      | 82人      | 49人      | 95人      | 46人      | 71人      | 44人      | 92人       | 13人       | 35人       | 10人       | 10人       | 13人       | 9人        | 14人           |

パンチによる頭部への影響は、打つ側と打たれる側の要素が複合するため、リング禍の要因を特定するのは難しいとする見方も多い。
また、日本では1995年（平成7年）1月10日以降、健康管理面に配慮する目的で、試合数時間前の当日計量から前日計量へと変更になったが、これ以降にリング禍が急増していることから、前日計量の実施でより無理な減量が可能になったことや、計量から試合までの時間が長くジム側が出場選手を監視できない故、計量後の暴飲暴食（アルコールの摂取も）をコントロールできないことも一因ではないかとの指摘もある。

### 団体システムへの影響

#### 3本ロープから4本ロープへ
1962年3月24日、アメリカ・ニューヨークで行われた世界ウェルター級タイトルマッチで、エミール・グリフィスに12ラウンドKO負けとなった王者ベニー・パレットが、4月3日に死亡した。パレットは当時の3本ロープの間から半身を外へ出した格好で、剥き出しの鉄柱でしかなかった当時のコーナーポストとグリフィスのパンチに挟まれるようにして衝撃を受けており、これが直接のダメージを招いた原因とされた。世界王者として最初の死亡事故であった。この後、コーナーポストにはビニールカバーを施すことが義務付けられ、リングの3本ロープを4本ロープに増やすための指導が行われた。

#### 15ラウンド制から12ラウンド制へ
1982年11月13日、アメリカ・ラスベガスで行われたWBA世界ライト級タイトルマッチで王者レイ・マンシーニに挑み、14ラウンドTKO負けを喫した金得九が試合後に倒れて脳死の診断を受け、4日後の11月17日に生命維持装置を外されて死亡した。金得九の死から3か月後には金得九の実母が自殺し、さらに翌年の7月には当該試合を裁いたレフェリーのリチャード・グリーネまで自殺してしまう。それらをマスコミが大々的に報道し一連の事柄が全米で社会的な注目を浴びたことなどが、1983年にWBCが世界戦を15ラウンド制から12ラウンド制へと変更する契機になった。その後、WBCに追随する形で1987年にWBAが変更、以下IBFなどの世界王座認定団体も、世界戦を12ラウンド制に変更した。

### 防止策の検討

#### ヘッドギア
谷諭、大橋元一郎、大槻穣治らによる研究では、回転加速度を伴う外力は、そうでない外力と比べて脳震盪を引き起こす傾向が強く、脳により多くのダメージを引き起こすとされている。ヘッドギアの着用は回転加速度の効果を強めるため、この点では脳へのダメージの回避に逆効果とされている。
また、国際ボクシング協会 (AIBA) の医療委員会委員長を務めるチャールズ・バトラーによれば、別の研究では精鋭男子 （Elite Men）のアマチュア選手においてヘッドギアを着用しないことによって脳震盪の発生が減ることを示唆するデータがあるという。さらにヘッドギア着用時には横の視界が悪くなることで頭部がより狙われやすくなるという見方もあり、これらのことからAIBAは、2013年6月1日から精鋭男子選手の国際試合でのヘッドギア着用を禁止している。
バトラーは、女子や若年選手は相手に脳震盪を起こさせるほどのパワーがない場合が多いため、切り傷防止用として引き続きヘッドギアを着用するべきだとしているが、女子、ジュニア、ユース選手にも非着用のルールが順次適用される見込みである。

#### 試合時間の短縮
女子ボクシングの試合や一部興行の試合で行われているように、1ラウンドの時間を通常の3分間よりも短い、アマチュアボクシングと同じ2分間にすることで試合時間の短縮を図り、頭部への負担を低減する試合形式も、事故の可能性を減少させる方法のひとつである。しかし、世界的には未だラウンド2分間の試合は広く行われているとは言えず、日本ボクシングコミッション（JBC）が統括する日本においても、プロボクシングの公式戦は全てラウンド3分間で行われている。

#### スパーリング方法
頭部を強打するようなスパーリングでは、ヘッドギアを付けていても、受傷の可能性は試合と同等に存在する。頭部に打撃を被った後は、頭部に負担をかける行為を控え休息を取ることが望ましい。

### 日本での対策
1952年（昭和27年）4月21日のJBC発足以降、日本のプロボクサーの試合中のダメージによる死亡事故は37件（2010年2月23日現在）。プロボクシングの公式戦以外では、高校、大学の部活動での練習や試合中に発生したリング禍がしばしば報道される一方で、プロボクサーが脳挫傷などの重篤に至っても死亡しない限りは報告されないことが多く、また外国人招聘選手が帰国後に死亡した場合も同様に報告されない。
1977年には日本での死亡事故が多発、世界的にリングの安全性が見直されることになり、WBAはそれまで中量級で使用していた6オンスグローブを、大きめの8オンスへ変更するようルールを改定した。（6オンスグローブはその後も使用されることがあったが、1990年代始めに安全面への配慮という目的からWBCで廃止され、数年のうちにWBAが追従、JBCは1996年から移行し、2001年8月1日にルールを改定した。）また偶然のバッティング規定を新設し、3R以内に続行不能となった場合は引き分けとし、4R以降はその時点の採点表によるものとした。
この後、1980年代には減少傾向にあったものの1990年代には再び急増し、1977年の試合によるものも含めて10名のプロボクサーが死亡した。1997年10月13日の日本スーパーフライ級王座決定戦での死亡事故を受け、同月末、JBCは緊急の健康管理委員会を開き、事故防止対策を協議した。
この健康管理委員会でまず争点となったのがスタンディングカウント制度で、WBA、WBCのルールではカウント8での試合続行により深刻な事態へ進行することを避けるため、すでに10年以上前に廃止されていた。日本でも試験的に廃止されたことがあったが、レフェリーからはストップのタイミング判断の際、観客の違和感以上に、ストップをかけられた側のボクサー・陣営から不満の訴えがあった場合のトラブルが懸念され、安全という観点からは逆効果との声もあり、スタンディングカウントをとるローカルルールが引き継がれていた。しかしJBCの小島茂事務局長（当時）がレフェリーを説得し、スタンディングカウント制度は1998年2月1日付で廃止されることが決まり、この日以降は選手控室にも告知された。加撃されたボクサーがロープに寄りかかり、攻撃も防御もできない状態にあれば、レフェリーはダウンと裁定してカウントはせず、即座にTKOとして試合を停止することになった。
また、この1997年10月末の健康管理委員会では前日計量を当日計量へ戻すべきとの意見もあったが、再検討の結果、極力、世界と共通のルールとし、また体力回復に時間を長くとれるというメリットを重視して、既定通りの前日計量が続行された。ただし前日に正式な計量を行う他、統計をとるために便宜上行われていた当日計量を恒久的に実施することとなった。
2009年には、1月28日の59.5kg契約8回戦（清水秀人対阪東ヒーロー）で開頭・開腹手術を要する事故、3月21日の日本ミニマム級王座決定戦（辻昌建対金光佑治）で死亡事故が起きたことを受け、4月14日、JBCと日本プロボクシング協会の合同で健康管理委員会が開かれ、再発防止策としてMRI検査の実施など5項目がルール化を検討されることになった。また、2010年2月19日の50.0kg契約8回戦での死亡事故を受け、同じく合同の健康管理委員会で再発防止策が協議されている。

#### 相次ぐリング禍
日本では2013年12月の試合後に急性硬膜下血腫で開頭手術を受け、翌2014年1月に死亡した岡田哲慎のリング禍以降、約10年にわたり試合における死亡事故は発生していなかったが、2024年2月に穴口一輝が前年末の事故が原因で死亡して以降、いずれも硬膜下血腫を発症したことによるリング禍が継続的に発生している。後にJPBAが明らかにしたところによれば、2025年8月の時点で約2年半の間にプロ加盟ジムで6名の選手・練習生が開頭手術を受け、うち1名は練習生同士のスパーリングが要因で死亡している。2025年には5月にIBF世界ミニマム級タイトルマッチで重岡銀次朗が開頭手術を受けたが、術後も意識不明の状態が続いており、さらに8月には後楽園ホールで同日に行われた興行において東洋太平洋スーパーフェザー級タイトルマッチで神足茂利が、日本ライト級挑戦者決定戦で浦川大将がそれぞれ試合中の事故が原因で開頭手術を受け、いずれも意識を回復することなく相次いで死亡する異例の事態となった。日本国内において同一の興行で2件のリング禍による死亡事故は史上初の事例と見られる。
JBCはこれらの事態を重く見て、原因究明、再発防止に向けての緊急対策プロジェクトを立ち上げることを決め、まずは8月に実施される地域タイトルを12回戦から10回戦に短縮することを決定した。その後8月10日、2名の死亡を受けてJBCは緊急会見を開き、前述の通り地域タイトル戦の10回戦短縮に加え、世界戦以外の12回戦を許可せず、原則日本国内の試合はノンタイトル戦も含め10回戦制で行う事を発表した。そのうえで改めてJBCと日本プロボクシング協会（JPBA）の緊急対策委員会で具体的な安全対策を話し合うこととなった。
しかし、穴口のリング禍の際に提言された再発防止策のうち、「平時における指導研修や医療体制の充実」などといった提言に対し有効な対策は殆ど実行されておらず、このほかスパーリングでの脳へのダメージの蓄積のほか、いわゆる「水抜き減量」に起因する急激な減量による脱水状態が脳脊髄液を減少させ、急性硬膜下血腫のリスクも高めていると指摘されている事などに加え、神足のケースでは神足の兄がXの投稿で明かしたところによれば、会場内の医務室で緊急の医療措置がとられなかったり、救急車両の手配は規則で施設管理者を通じて行わねばならないことから、事故発生から40分以上経過してから病院に搬送されたことで医療措置が遅れ、病院到着時には既に重篤な状態となっていたとされており、事故発生時の対応も含め、ボクシング界は新たに多くの課題を抱えている。

#### 日本関連の事例
1940年代にマニュエル・ベラスケスがボクシングにおける死亡事故のデータを収集し始め、その後も続く The Manuel Velazquez Collection によれば、1950年から2011年にかけて、東京で26件の死亡事故が起きており、世界で最もボクシングでの死亡事故が多い都市となっている。日本関連で起こった事故には次のようなものがある。タイトルマッチの記述においては煩雑になるのを避けるため、勝敗結果にかかわらず、対戦前の王者を「王者」として記載している。

##### JBC発足まで
1. 1902年1月24日、横浜市でエキシビションマッチを披露したアフリカ系アメリカ人のアーネスト・パドモア（パドモアの階級は不明。ただし、相手はミドル級）が、数時間後に足の冷たさと痺れを訴え、病院へ送られたが処置のしようがなく、午前1時半に死亡。検視の結果、スポーツ心臓によるものであった[23]。
2. 1930年8月29日、西宮市でフィリピン人選手ボビー・ウィルスに9RTKO負けした前日本ライト級王者小林信夫（帝拳）が、翌月1日に死亡。日本関連選手で最初の死亡事故となった。
3. 1940年11月13日、東京で日本大学の韓国人アマチュア選手が脳震盪を起こした後、死亡[24]。
4. 1944年3月29日、今井清（第一）が死亡。
5. 1947年11月30日、小宮信雄（埼玉）が死亡。
6. 1948年1月29日、ライト級8回戦に判定負けした小山省吾（日新）が、同年3月16日に死亡。

##### JBC発足以降
字下げのある行に記載した事故は、JBCが発表する過去の件数に含まれていないもの。アマチュア選手の他、JBCのボクサーライセンスを持たない国外のプロ選手や、プロテスト中の選手の事故、日本のプロ選手のスパーリング中の事故はカウントされていない。

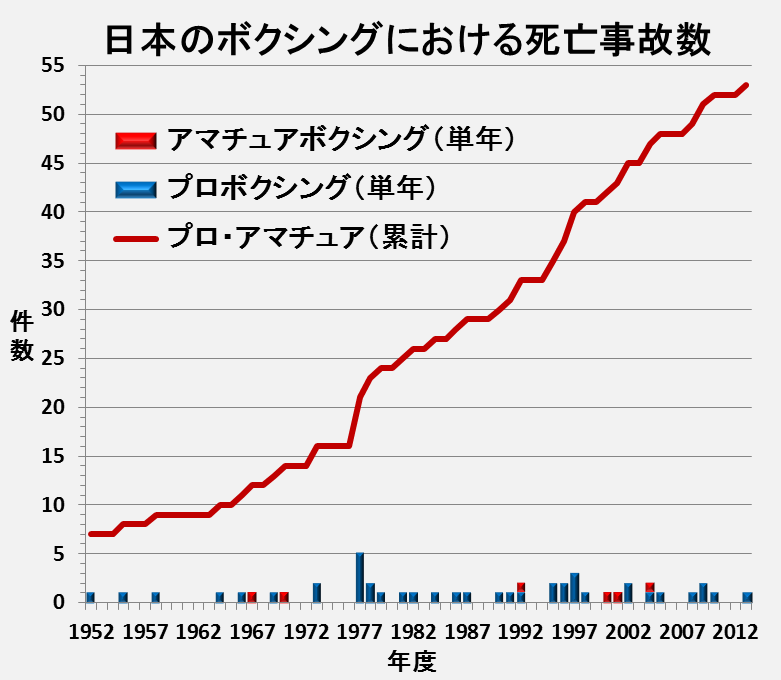
The Manuel Velazquez Collection および日本ボクシングコミッションによる、日本のボクシングにおける死亡事故の発生件数。1952年から2013年までの各年度のアマチュア・プロ別の事故数と、1952年までに起きた6件の事故を含む累計。原因となった試合の翌年以降に死去した例は、試合が行われた年度に算入。

1. 1952年4月24日、寺田保（大星）が死亡。
2. 1955年3月19日、名古屋市で10回戦に判定負けした横井義春（松田）が、同月22日に死亡。
3. 1958年2月4日、国本士成（東亜）が死亡。
4. 1964年8月16日、東京で6RKO負けした長谷川稔（田辺）が、同月20日に死亡。
5. 1966年8月18日、東京で8RKO負けした久保義実（新和）が死亡。
  1. 1967年8月24日、全日本選手権でポイント負けしたアマチュア選手が、病院へ運ばれて手術を受けた後、脳内出血で死亡[25]。
  2. 1969年11月6日、前年度西日本ミドル級新人王の二宮盛一（大星）が、スパーリング中のダメージにより脳の外傷で死亡。ラストファイトは1969年3月30日に行われた札幌での6回戦（判定負け）であった[25]。
  3. 1970年3月5日、プロテストで顎への右フックでダウンを喫した17歳の選手が起き上がれず、脳内出血により開頭手術を受けたが、翌日に死亡[26][27]。
6. 1973年1月26日、グアムでフィリピン人選手フレッド・ザヤスとのスーパーフェザー級10回戦に8RKO負けした直後に倒れた親川昇（野口）が、翌日に死亡[28]。日本関連選手が国外試合で死亡したのは初めてであった。
7. 1973年8月22日、渡辺人志（大川）が死亡。
8. 1977年1月3日、木村孝仁（高橋）が死亡。
9. 1977年1月28日、ムサシ後藤（熊本）が死亡。
10. 1977年7月19日、成田利彦（協栄河合）が死亡。
11. 1977年8月20日、水野雅之（松田）が試合で意識を失い、1996年5月10日に死亡。
12. 1977年8月26日、大幸勝則（山田）が死亡。
13. 1978年5月2日、東京で4回戦に2RKO勝利した大和克也（本庄）が、翌月28日に死亡。
14. 1978年10月13日、東京でライト級4回戦にKO負けした黒井俊明（ヨネクラ）が、翌年8月18日に死亡。
15. 1979年10月7日、内海修一（セキ）が死亡。
16. 1981年8月4日、東京でフライ級4回戦に1RKO負けした浦山純人（角海老）が、同月10日に死亡。
17. 1982年10月19日、東京でスーパーバンタム級10回戦に9RKO負けした小林直樹（金子）が、同月21日に死亡。
18. 1984年1月7日、秋田市でライトフライ級10回戦に6RKO負けした木村功（センタースポーツ）が、同月9日に死亡。
19. 1986年5月9日、名古屋市でのプロデビュー戦で、フライ級4回戦の最終回に顔面への連打を受けてKO負けを喫した22歳の小林健二（角海老宝石）が、リング上で意識を失い、2日後に死亡。当時JBCの事務局長を務めていた小島茂によれば、前年度より脳の検診を実施するようになってから初の死亡事故であった[29]。
20. 1987年6月24日、東京でジュニアウェルター級4回戦で3回KO負けした21歳の小沢真尚（全日本パブリック）が、脳内出血で手術を受けたが、8月10日に肺炎を併発し、意識を回復することなく死亡が確認された[30][31]。
21. 1990年6月14日、札幌市でバンタム級10回戦に10RKO負けした米坂淳（北海道）が、試合後の控室で意識を失い、4日後に脳挫傷で死亡[32]。対戦相手は後のWBC世界バンタム級王者薬師寺保栄であった。
22. 1991年12月1日、名古屋市でジュニアフェザー級10回戦に10RKO負けした勝又ミノル（高村）が意識を失い、脳の外傷で緊急手術を受けたが、昏睡状態に陥り、翌日に死亡[33][34]。
  1. 1992年5月16日、高校生のアマチュア選手がトーナメントの試合後にコーナーで倒れ、脳の外傷で死亡[25]。
23. 1992年12月19日、大阪でライト級8回戦に7RKO負けした23歳の浜川泰治（アポロ）が意識を失い、翌月（1993年1月）7日に死亡[34][35]。
24. 1995年9月5日、東京での日本バンタム級タイトルマッチで王者川益設男（ヨネクラ）に判定負けしたグレート金山（ワタナベ）が、同月9日に死亡。日本タイトルマッチ史上初のリング禍となった。金山は同年2月28日、王者として川益の挑戦を受け、10回判定負けで王座陥落。しかし、その判定結果が物議を醸し、JBCは川益に対し再戦を命じていた。その再戦で起こった事故である。
25. 1995年12月12日、スーパーライト級でTKO負けして昏睡状態にあった26歳の伊藤光幸（秋田松本）が、脳内出血で死亡[36]。
26. 1996年4月3日、フェザー級8回戦に判定勝利した中島徹也（ハラダ）が昏睡状態に陥り、意識の戻らないまま5年後に死亡。(後述)
27. 1996年7月21日、鈴木敦（上滝）が死亡。
28. 1997年2月10日、東京でスーパーライト級8回戦に判定引分となった24歳の平沼浩幸（松戸平沼）が控え室で倒れ、昏睡状態にあったが、脳内出血のため、同月24日に死亡した[37]。
29. 1997年2月24日、東京でスーパーバンタム級8回戦に8RKO負けした都田俊宏（協栄）が、2005年10月に死亡。
30. 1997年10月13日、東京で日本スーパーフライ級王座決定戦に7RKO負けした大雅アキラ（協栄）が、同月19日に死亡。
31. 1998年10月12日、東京でスーパーバンタム級10回戦に9RKO負けした28歳の片桐賢（極東）が、開頭手術を受けたが昏睡状態に陥り、同月27日に死亡[38]。
  1. 2000年1月16日、17歳の高校生アマチュア選手が試合中に2度ダウンした後、猛攻撃を受けて意識を失って倒れ、病院に運ばれたが、脳の外傷により8日後に死亡[39]。
  2. 2001年10月24日、福岡県久留米大学のアマチュア選手竹森大樹が、スパーリング中に急性硬膜下血腫となり翌月14日に死亡。
32. 2002年3月24日、東京でのフライ級6回戦に判定負けした伊礼喜洋（八王子中屋）が、翌月9日に死亡。
  1. 2002年12月9日、東京でバンタム級8回戦に6RKO負けしたタイ人選手ヨードシン・チュワタナが、帰国後試合4日後に昏睡状態になり、2日後にバンコクの病院で死亡した。
  2. 2004年1月22日、埼玉で16歳の高校生アマチュア選手が、スパーリング中に脳内出血で死亡した[39]。
33. 2004年3月15日、東京でのスーパーバンタム級10回戦に0-2で判定負けした24歳の能登斉尚（フラッシュ赤羽）が、翌日軽い頭痛を訴えて入院、安定していた容体が22日未明に急変し、硬膜下血腫で緊急手術を受けた後は意識不明のまま翌月2日に死亡した。試合後のコミッションドクターの検診では、異常は認められなかった[40]。
34. 2005年4月3日、大阪で日本スーパーフライ級王座の初防衛戦に10RKO負けした王者田中聖二（金沢）が、同月15日に死亡。挑戦者は後のWBA世界スーパーフライ級王者名城信男であった。
35. 2008年5月3日、東京でスーパーライト級6回戦に6RTKO負けした張飛（明石）が、同月18日に死亡した。
36. 2009年3月21日、東京で日本ミニマム級王座決定戦に10RKO負けした辻昌建（帝拳）が試合後に急性硬膜下血腫のため意識喪失、緊急開頭手術を受けたが、意識が戻らないまま同月24日に死亡した[41][42]。勝者の金光佑治（六島）も試合終了後頭痛・吐き気の症状により救急搬送、さらに翌日のセカンドオピニオンで硬膜下血腫が発見されたため、この試合を最後に引退している。
37. 2009年10月12日、福岡でスーパーバンタム級10回戦に10RTKO負けしたタイ人選手サーカイ・ジョッキージムが、試合終了とともに意識を失い、急性硬膜下血腫により3時間後に福津市の病院で死亡した。
38. 2010年2月19日、東京でフライ級8回戦に8RTKO負けした八巻裕一（野口）が、急性硬膜下血腫により緊急手術を受けたが[43]、同月22日に死亡と判明した[9]。
39. 2013年12月20日、東京でスーパーフライ級4回戦に4RTKO負けした21歳の岡田哲慎（ランド）が、急性硬膜下出血により緊急手術を受けたが、翌2014年1月6日に死亡した[44]。岡田は空手など武道の経験はあったが、ボクシング経験は無くジム入門後7ヶ月の間に2度テストを受けプロテストに合格、この試合が岡田にとってデビュー戦であった[45]。
40. 2023年12月26日、東京での日本バンタム級タイトルマッチにおいて、王者の堤聖也に判定負けした23歳の穴口一輝（真正）が、退場後に意識を失い病院へ救急搬送され、右硬膜下血腫のため開頭手術を受けたが、意識を回復することなく、翌2024年2月2日に死亡した[46]。
41. 2025年8月2日、東京での東洋太平洋スーパーフェザー級タイトルマッチにおいて、王者の波田大和と対戦し引き分けた28歳の神足茂利（M.T）が、試合終了後に医務室で意識を喪失し、病院へ緊急搬送され急性硬膜下血腫の診断で開頭手術を受けた。その後、脳の腫れが引かず水頭症の症状がみられたことから同月7日に緊急の脳室内ドレナージ手術が行われたが、意識を回復することなく6日後の同月8日22時59分に死亡した[47]。
42. 2025年8月2日、東京での日本ライト級指名挑戦者決定戦に出場し8回TKOで敗れた浦川大将（帝拳）も試合中にリングで意識を失い、救急搬送されて同様に急性硬膜下血腫で開頭手術を受けたが、意識を回復することなく1週間後の同月9日に死亡した。前述の神足と同日かつ同興行内でのリング禍となり、開頭手術を受けたが死亡した事例は国内では初の事例とみられる[48][49]。

### 日本国外のリング禍

#### 日本国外の事例
- 1897年12月6日、ロンドンで行われた世界バンタム級タイトルマッチで王者ジミー・バリー（アメリカ）に20RKO負けしたウォルター・クルート（イギリス）が死亡。
- 1947年6月24日、クリーブランドで行われた世界ウェルター級タイトルマッチで王者シュガー・レイ・ロビンソン（アメリカ）に8RTKO負けしたジミー・ドイル（アメリカ）が死亡。
- 1962年3月24日、ニューヨークで行われた世界ウェルター級タイトルマッチでエミール・グリフィス（アメリカ領ヴァージン諸島）に12RKO負けした王者ベニー・パレット（キューバ）が、上述の通り、同年4月3日に死亡。
- 1963年3月21日、ロサンゼルスで行われた世界フェザー級タイトルマッチでシュガー・ラモス（キューバ）に10RTKO負けした王者デビー・ムーア（アメリカ）が2日後の3月23日に死亡。
- 1980年9月19日、ロサンゼルスで行われたWBC世界バンタム級タイトルマッチで王者ルペ・ピントール（メキシコ）に12RKO負けした後、意識不明となったジョニー・オーエン（イギリス）が、同年11月3日に死亡。
- 1982年11月13日、ラスベガスで行われたWBA世界ライト級タイトルマッチで王者レイ・マンシーニ（アメリカ）に14RKO負けした金得九（韓国）が、上述の通り、4日後の11月17日に死亡。
- 1983年9月1日、ロサンゼルスで行われたWBC世界バンタム級王座決定戦（史上初の暫定王座決定戦）でアルベルト・ダビラ（アメリカ）に12RKO負けしたキコ・ベヒネス（メキシコ）が、3日後の9月4日に死亡。
- 1994年7月22日、ラスベガスでのデビッド・ゴンザレス（アメリカ）戦で9回TKO負けしたロバート・ワンギラ（ケニア=ソウルオリンピックウェルター級金メダリスト）が、試合後に控え室で昏睡状態に陥り、36時間後に死亡[50][51]。
- 1995年5月6日、ラスベガスで行われたWBC世界スーパーフェザー級タイトルマッチで王者ガブリエル・ルエラス（アメリカ）に11RTKO負けしたジミー・ガルシア（コロンビア）が、開頭手術後も意識不明のまま、同年5月19日に生命維持装置を外されて死亡。
- 1999年10月9日、ホセ・ルイス・バルブエナ（ベネズエラ）戦で10RTKO負けした元WBA世界スーパーバンタム級暫定王者カルロス・バレット（ベネズエラ）が、試合後に担架で運ばれ、同月12日死亡。
- 2002年6月22日、ラスベガスで行われたWBO世界スーパーフライ級タイトルマッチでフェルナンド・モンティエル（メキシコ）に6回TKO負けした王者ペドロ・アルカサール（パナマ）が、2日後の6月24日早朝に意識不明となり、この日の午後、病院で死亡。
- 2005年9月17日、ラスベガスで行われたIBF世界ライト級タイトルマッチでヘスス・チャベス（メキシコ）に11RTKO負けした王者レバンダー・ジョンソン（アメリカ）が、5日後の9月22日に死亡。
- 2007年12月25日、韓国で行われたWBOインターコンチネンタルフライ級タイトルマッチで王者崔堯森（韓国=元WBC世界ライトフライ級王者）が、挑戦者ヘリ・アモル（インドネシア）に12回判定勝ちするが、試合終了直後のリング上で意識不明となり、9日後の2008年1月3日に死亡。
- 2011年12月5日、ロシアで行われたABCOライトヘビー級タイトルマッチで挑戦者セルゲイ・コバレフ（ロシア）に7回TKO負けした王者のローマン・シマコフ（ロシア）が、試合後に担架で運ばれた後に意識を失い急遽病院に搬送されるも、開頭手術の甲斐なく意識が回復することなく3日後の2011年12月8日に死亡した[52][53]。
- 2013年1月26日、インドネシアで行われた試合で17歳のボクサー（3勝3敗1分）が、8回TKO負けした直後にリング上で意識不明となり、数日後に脳溢血で病院にて死亡[54]。
- 2013年10月19日、メキシコで8回KO負けしたフランシスコ・レアルが開頭手術を受けるが、3日後に死亡。レアルは前年の2012年3月31日にアメリカのテキサス州でエフゲニー・グラドビッチに10回TKO負けをして、リングから担架で運び出され病院に入院しており、アメリカではレアルの健康面を考慮してボクシングライセンスが停止されていた状態にあった[55]。
- 2013年11月16日、メキシコでホルヘ・アルセに8回KO負けしたホセ・カルモナが、試合後に昏睡状態となり2度の脳手術を受ける。元々カルモナはアルセと試合予定ではなかったが、アルセと対戦予定だった選手2人が負傷したことで試合の5日前に急遽決まった試合であった[56]。
- 2014年5月、フィリピンで行われた試合で14歳のボクサーが、2ラウンドにノックアウトされたあと病院へ運ばれるが、到着前に死亡。亡くなったボクサーは1ラウンドに鼻血を出し、ドクターチェックを受けるが試合は続行され、2ラウンドにめまいを訴えレフェリーが試合をストップしたと伝えられている[57]。
- イギリスで「ホワイトカラーボクシング」と呼ばれるセミプロの試合で、32歳の男性が、リングを降りた後に意識を失い病院へ運ばれるが死亡。この試合はセミプロの団体であったため、イギリスのコミッションの管轄下で運営されていなかった[58]。
- 2018年11月4日、タイで49歳のイタリア人ボクサー、クリスチャン・ダギオが死亡。ダギオは10月26日のWBCアジアライトヘビー級シルバー王者決定戦で12回KO負けを喫し、病院に搬送されるも重篤な脳損傷で昏睡状態に陥り、意識が回復しないまま死亡した[59]。
- 2019年7月19日、メリーランド州で行われたIBF世界スーパーライト級王座挑戦者決定戦でセコンドのストップにより11回TKO負けをしたロシア人ボクサーのマキシム・ダダシェフが、試合中に負った脳の損傷が原因で4日後の23日に死亡。試合後自力で控室に戻れず、直ぐに病院に搬送され硬膜下血腫の開頭手術を受けていた[60][61][62]。
- 元WBO世界ミニマム級王者、同ライトフライ級暫定王者で世界2階級制覇王者のモイセス・フェンテスが、2021年10月にメキシコ・カンクンで試合を行い、6回でTKO負けを喫した後に脳血栓を発症して緊急手術を受け、その後、治療とリハビリを続けていたが、1年に及ぶ闘病の後に2022年11月24日に死亡した[63][64][65]。
- 2024年4月26日、フロリダ州マイアミで開催された、1ラウンドのみ（試合時間は3分）の試合で対戦する、チーム対抗戦形式のボクシング興行「Team Combat League」で、KO負けを喫したアルディ・ンデンボが死亡。ンデンボはコンゴ共和国出身の27歳のヘビー級ボクサーで、約3週間前の4月5日にTeam Combat Leagueの試合でKO負けを喫したあと昏睡状態に陥り、病院に搬送されていた[66]。また、ンデンボは、通常のボクシングの公式戦でも8戦8勝無敗（7KO）の戦績を持つボクサーだった[67]。
- 2024年5月12日、ロンドンでプロデビュー戦を行い4回KO負けしたシェリフ・ラワル（ロンドン）が同日に死亡。ラワルは対戦したマラム・バレラ（ポルトガル）の強打をテンプルに受けてダウンを奪われそのまま意識不明となり、テンカウント中にレフェリーがダウンしたラワルの異変に気付き試合終了。リングドクター、救急隊員らが約20分の心肺蘇生といった治療を行い救急車で病院に搬送されたがその後死亡が確認された。試合はウォーレン・ボクシング主催興行の第1試合として行われ、ラワルの死亡により残りの2試合は中止となった[68]。
- 2025年2月1日、イギリスで行われたBBBofCケルトスーパーフェザー級タイトルマッチで9回TKO負けを喫した王者のジョン・クーニー（イギリス）がリング上でドクターチェックを受けた後に病院へ緊急搬送され、頭蓋内出血を起こし集中治療室で治療を受けたものの1週間後の同年2月8日に死亡し、イギリス出身の元世界王者フランク・ブルーノやアイルランド出身のマイケル・コンランらもクーニーを追悼し、リッキー・ハットンもSNSで「こういうことは俺たちのスポーツでは滅多に起こらないが、ひとたび起これば本当に悲惨だ。そして、毎日を最後の日のように生きるべきだと痛感させられる」と追悼のコメントを残した[69]。

##### 女子選手のリング禍
- 2005年4月2日、アメリカ・デンバーで行われた女子アマチュアのコロラド州選手権大会で、3RKO負けしたベッキー・ザーレンテス（英語版）が試合中に意識を失い、数時間後に死亡した。これはアメリカでの認可試合で女子ボクサーが死亡した最初の事故となった[70]。
- 2013年6月14日、スウェーデン・ストックホルムで行われたWBC女子世界スーパーフェザー級王者フリーダ・ウォルバーグの防衛戦で、ウォルバーグが8回に2度ダウンをした時点でレフェリーは即TKO負けを宣告する。ウォールバーグはコーナーまで歩いて戻るもそこで失神し、病院へ搬送され脳出血の手術を受け一命を取り留めたものの、この試合を最後に現役を引退した。
- 2014年10月28日、南アフリカのヨハネスブルグで女子プロボクサーのフィンダイル・ムワレス（Phindile Mwelase）が死亡。ムワレスは2週間前の試合で6ラウンドKO負けした後、昏睡状態に陥り病院に運ばれるが、意識不明の状態が続いていた[71][72]。
- 2021年9月2日、カナダ・モントリオールで18歳のメキシコ人女子プロボクサーのジャネット・サカリアス・サパタが死亡。サカリアスは8月28日の試合で4ラウンドTKO負け後、リング上で痙攣を起こし担架で運び出され病院に救急搬送されていた[73][74][75]。

##### アマチュアボクシングのリング禍
- 2021年4月16日、アマチュアボクシングのAIBA世界ユース選手権のライトヘビー級（81kg）に出場した18歳のヨルダン代表選手が、トーナメント初戦の試合中に3ラウンドで倒れ、病院に運ばれて外傷性脳損傷の脳外科手術を受けるが、そのまま回復すること無く死亡した[76]。

##### 練習中のリング禍
- 2019年11月10日、オーストラリア・メルボルンのジムで、マイケル・ゼラファのスパーリング相手をしていた、OPBF東洋太平洋タイトルマッチで日本での試合経験もあるドワイト・リッチーが、スパーリングでボディーにパンチを受けると、コーナーまで戻った後に倒れ、そのまま死去した。27歳だった。ゼラファによると、普通のスパーリングで、ボディーへのパンチも何でもないものだったという[77][78]。

#### 米国における最初の死亡例
1842年9月13日、ニューヨーク州ウエストチェスター郡のヘイスティングス・オン・ハドソンで約2000人の観衆が見守る中、英国人のクリストファー･リリーとアイルランド人のトマス･マッコイが、119ラウンド、2時間41分にわたって戦った。この試合は1838年に制定されたロンドン・プライズリング・ルールズの下で行われた。ライトヘビー級の試合とされるが、リリーは23歳、140ポンドで、マッコイは20歳2か月、137ポンド（ともにスーパーライト級相当）。身長はリリーの方がマッコイよりも1インチ高かった。自信のあったマッコイは、「勝利、さもなければ死」を意味する黒いハンカチをロープに結び付けていた。
試合は13時に開始された。マッコイは初回に左耳から血を流し、5回に口を打たれてダウンした時には、何らかの反則を訴えている。7回には唇と首が血で染まっていた。この回、リリーの左を腹に受けてマッコイはダウンし、立ち上がると何らかの反則を訴え、ジャッジは同意。レフェリーもこれを認めた。各ラウンドの詳細な経過を記した Life and Battles of Yankee Sullivan では「ここで試合は終わるべきだった」とされているが、マッコイ陣営は寛大にもマッコイの反則勝ちを拒否して、試合の続行を要求した。15回にマッコイは鼠径部のあたりを打たれて反則打を訴え、ジャッジは再び同意。この時もマッコイ陣営はアドバンテージは要らないと言って反則勝ちの権利を放棄している。マッコイは15、16回までは優勢だったが、その後、形勢は不利になっていく。しかし、リリーが非常に冷静に試合を運ぶ一方で、マッコイはセコンドの制止もないままに入れ込んだ状態で戦い続け、63回を迎えて初めてセコンドから少しセーブするように指示を受けるが、その回もマッコイはラッシングを止めない。70回にはマッコイの両目は黒く腫れ上がって左目は塞がり、唇もひどく腫れ上がり、胸に血が流れ落ち、息も絶え絶えで、構えながらも喉から血の塊を吐き出そうとしていた。76回になると試合はより凄惨なものになり、観客は停止を求めて叫んだが、マッコイは毎回リングに出て行った。86回には、リリーがほぼ無傷で入場時とほぼ変わらない状態であったのに対し、マッコイの両目は塞がり、鼻は折れて潰れ、鼻からも口からも夥しい血を流していたにもかかわらず、両者のセコンドは試合を続行させた。リリーは毎回マッコイからダウンを奪い、マッコイは鼻や口のみならず両目からも血が噴き出すようになっていた。
89回には試合をプロモートしたリリー陣営のヤンキー・サリバンらが、「死ぬまでやらせてどうする? マッコイはもう勝てない」と試合を止めようとしたが、マッコイのセコンドについていたヘンリー・シャンフロイドは「まだ始まったばかりだ」と拒否。マッコイは自分の血で喉を詰まらせ、塊を吐き出しながら、続行を求めた。107回には、マッコイは窒息感に苦しむように腫れた舌を突き出して口を開いていた。しかし、80度以上もダウンを奪われながらも、118回が終わるとマッコイはセコンドに「手当てしてくれ。そうすればまだやれる」と言い、次の119回を戦った。120回が始まろうとする時、マッコイは動くことができず、15分足らずのうちに死亡した。この結果、リリーが勝利。検視結果では、血が肺に流れ込んだことによる溺死（窒息死）であった。
1791年の デラウエア・ガゼット（Delaware Gazette） 紙などでは、トマス・ダニエルがジェームズ・スミスとのベアナックル・ファイトで命を落としたことが簡単に記されているが、一般的にはこのリリー対マッコイ戦が、米国における死亡事故の最初の記録とされている。18人の関係者が騒乱罪や過失致死罪で逮捕・起訴され、その後ベアナックル・ファイト、懸賞試合への批判が高まることになった。

### 勝者の深刻な受傷例
- 1996年4月3日、日本の大阪で行われた安野一也（大星）と中島徹也（ハラダ）のフェザー級8回戦で、判定勝ちした中島が試合後意識不明の重体となる。その後中島の意識は戻らず、2001年12月に死亡した。
- 2006年3月18日、アメリカのエヴァンズビルで行われたケビン・ペイン（en）とライアン・マラルドのウェルター級8回戦で判定2-1で勝利したペインがリング上から担架で病院へ搬送され、翌日に死亡。病院の検死官代表のアーニー・グローブスは「外傷性脳出血が死因だ」と述べた。その後、ペインは試合前に周囲の人間に頭痛を訴えていたかもしれないが、コミッションドクターには一切の異変も告げなかったということが報告された[87]。
- 2007年12月25日、崔堯森とヘリ・アモルのWBOインターコンチネンタルフライ級タイトルマッチ12回戦で、判定勝ちした崔が、試合後意識不明の重体となる。2008年1月2日に脳死を宣告され、翌1月3日に家族の要望で生命維持装置が外され、死亡した。
- 2023年5月10日、マニー・パッキャオがフィリピンで主催したボクシング興行で、8回判定勝ちを収めた22歳のバンタム級のフィリピン人ボクサーが死亡した。死亡したボクサーは、試合終了後にスコアカードの集計を待っている間にコーナーで倒れ、担架で運び出され病院に搬送されたが、脳出血を起こして昏睡状態に陥っていた[88]。

## プロレスにおけるリング禍
プロレスにおけるリング禍は、その競技の特性上などからマット禍という表現が用いられることも多い。
プロレスの場合、それぞれ投げ技・打撃技・関節技などお互いの技の攻防が中心であり、プロレスラーは身体を徹底的に鍛え抜き、「受身」の技術も含めて、技による打撃・衝撃に耐えうる様に訓練していることや、試合中の選手相互の間合い、そして相手選手の身体に過剰な負担が掛かる危険な技は頻用しないという暗黙の了解によって、1980年代後半までは、試合中において選手生命に影響する深刻な受傷があったとしても、死亡に至る事故は非常に少なかった。
古くは、外国人でキラー・バディ・オースチンやオックス・ベーカーがリング禍を「起こした」側として有名であるが（オースチンの場合はフィクション）、こと昭和期の外国人レスラーに関する限り、オースチンやベーカーのほか、スタン・ハンセンによる「ブルーノ・サンマルチノ首折り事件」やキラー・コワルスキーによる「ユーコン・エリック耳そぎ事件」など、死亡事故に至らずとも、（たとえ不測の事故であったとしても）起こした側の武勇伝という形で興行団体に商業的に利用されていたのが、プロレス特有の業界事情ではある。
しかし、1990年代以降、全日本プロレスを中心としてより過激なパフォーマンスを求める方針として、受け身の取りにくい非常に危険な技が数多く考案され、多用される風潮が強くなってきた。これらの過激な技の応酬によって身体へのダメージが着実に蓄積され、深刻な後遺症を与えることも少なくない。また、本来ならばリングに上がることは到底無理な健康状態であったにもかかわらず、団体の運営・興行上の都合や選手自身の経済面の問題などから、リングに上がり技を受け続け、致命的な事故に繋がった可能性を考えなければならない事故例も見られる様になった。後述する三沢光晴の死亡事故についても、「過激な技を長年受け続け、身体（特に首）へのダメージが深刻なまでに蓄積されていたにもかかわらず、ノア社長兼同団体のトップ選手としてリングに上がり続け、大きな負担の掛かる技を受けなければならなかった」ことを遠因の1つとして見る向きもある。
また、日本においては、小規模会場などで比較的容易に興行を行える様になり、道場やトレーニング機材を持たないなど充実した練習環境を持たないインディペンデント団体やプロモーションが乱立する様になった。練習に専念できる機会に乏しいために絶対的な練習量が足らず、受け身が取れない様な素人同然のレスラーが安易にリングに上がることも多々見られる。
インディペンデント系以外の団体においても演出上、芸能人など本職のレスラー以外がリングに上がり戦う（ハッスルなど）などプロレスラーのボーダーレス化が進んだことで、予期せぬ事故が発生することもあり得る様になった。迅速な救命・救急措置に欠かせないリングドクターについても、資金面の問題などを理由に一部の大手団体以外は常駐しておらず、一部のレスラーやレフェリーなど関係者が救命術など講習する動きなどはあるものの、リング禍防止への取り組みは未だ鈍いのが現状である。

### 日本人選手のリング禍
日本国内のプロレス興行において、日本人選手が試合中の事故（試合後の容体急変も含む）により死亡した事例は6例発生している。
- 1997年8月15日、プラム麻里子（JWP女子プロレス）が、広島市での試合中に尾崎魔弓のライガーボムを受けて意識不明となり、救急搬送され開頭手術を受けたが、翌16日、脳挫傷及び急性硬膜下血腫による急性脳腫脹のため死亡した（29歳没）。日本プロレス史上初の試合中の事故による死亡事例となった。
- 1999年3月31日、門恵美子（アルシオン）が福岡市での試合中に吉田万里子にキーロックをかけていた際、自身の体を持ち上げられてそのまま側頭部からマットに落とされて意識不明となり、開頭手術を受けたが、9日後の4月9日、急性硬膜下血腫及び脳挫傷のため死亡した（23歳没）。
- 2000年4月14日、福田雅一（新日本プロレス）が、宮城県気仙沼市での試合中に柴田勝頼のエルボーを受けて意識不明となり、開頭手術を受けたが、5日後の4月19日、急性硬膜下血腫のため死亡した（27歳没）。日本における初の男子選手の試合中の事故による死亡事例。
- 2009年6月13日、三沢光晴（プロレスリング・ノア代表取締役兼選手）が広島市での試合中に齋藤彰俊のバックドロップを受けて頸髄離断を発症、心肺停止状態となり病院へ搬送されたが同日夜に死亡した（46歳没）。

- 2015年11月3日、グラン・ハマチ（フリー）が、プロレスリング・SECRET BASEが開催した東京都足立区での興行の試合後に体調不良を訴え、緊急搬送先の病院で死亡した[91]。
- 2024年3月10日、吉江豊（フリー）が、全日本プロレスが開催した群馬県高崎市での興行の試合後に控室で体調不良を訴え、高崎市内の病院に搬送されたが、同日、動脈硬化の悪化により死亡した（50歳没）[92][93]。

また、日本プロレス草創期の1954年12月22日、蔵前国技館での前座試合で市川登（全日本プロレス協会所属）が、芳の里淳三の強烈な数十発の張り手を受けて昏倒し、その後、市川は脳に重い障害が残り1967年末に死去した事例がある。

#### 練習中に死亡した事例
道場などでの練習中に死亡した事例も何例か発生している。
- 1975年、全日本女子プロレスのオスカル一条が道場での練習中に倒れ、死亡した。
- 1985年5月18日、全日本女子プロレスの佐藤真紀が八丈島合宿での練習中に倒れ、死亡した（15歳没）[97][98]。
- 1995年1月27日、新日本プロレスの男性練習生が練習後に道場で倒れ、4日後に脳挫傷で死亡した（22歳没）。
- 1997年7月、大日本プロレスの男性練習生が道場での練習中に倒れ、脳内出血で死亡した。
- 2003年7月28日、ジャイアント落合（格闘家）がプロレスデビューを目指してWJプロレス道場へ出稽古中に意識不明となり、開頭手術を受けたが11日後の8月8日、急性硬膜下血腫のため、死亡した（30歳没）。この事案ではWJ側の管理体制を巡って、WJ側と落合の師匠格である佐竹雅昭との間で見解の対立が起きている。
- 2008年10月18日、RofC我道會館の男性新人選手が新木場1stRINGで行われた合同練習内において、練習に参加したレスラー同士でダブル・インパクトの練習を行ったところ、技を受けた選手が後頭部から落下、頭から落ちて頸椎を骨折したことにより脳幹を損傷し、事故から6日後の10月24日に死亡した（25歳没）[99]。この一件では技をかけた2名の選手および練習を主宰していた責任者であるプロレスラーが「練習不足で素人レベルの選手が危険な技を掛けたのが原因」として過失致死の疑いで、警視庁東京湾岸署により書類送検となった[99]。

- 2010年6月23日、アパッチプロレス軍の力丸が練習中に意識不明となり病院に搬送、急性硬膜下血腫と診断された。7月13日、肺動脈血栓塞症のため死亡した（38歳没）[100]。
- 2011年12月16日、都内のジムで、「Happy Hour!!」においてプロレスデビューが内定していたソフトボール経験者の女子大生が、練習前のウォーミングアップ中に倒れて緊急搬送、脳卒中の疑いで手術。21日に容体が急変し、急性心不全で死亡した（21歳没）[101]。

#### その他
また、試合中・練習中の事故で死亡には至らなかったものの、重度の後遺症を伴う深刻な受傷となり、引退表明こそしていないものの実質的にリタイア状態となっている事例もある。SWSにおける片山明（第4頸椎脱臼骨折）、FMWにおけるハヤブサ（頸椎損傷、復帰できず2016年3月死去）、ZERO-ONEにおける星川尚浩（急性硬膜下血腫）、大谷晋二郎（頸髄損傷）、新日本プロレスおよびDDTにおける高山善廣（フリーランス、新日本では脳梗塞、DDTでは頸椎損傷）の事故例などが相当する。
その一方で、全日本女子プロレスにおける北斗晶（首の骨折）、大日本プロレスにおける山川竜司（頭蓋骨骨折）、新日本プロレスにおけるザ・グレート・サスケ（頭蓋骨亀裂骨折、所属はみちのくプロレス）や高橋ヒロム（頸椎骨折）の事故例の様に、選手生命に影響しかねない傷病を負いながらも、休養とリハビリを挟んで復帰を果たした事例も見受けられる。

### 日本国外でのリング禍
- 1971年6月13日、アルベルト・トーレスが、アメリカ・ネブラスカ州オマハでの試合でオックス・ベーカーのパンチ攻撃を心臓部へ受け、3日後に死亡[102][103]。
- 1972年2月21日、ルーサー・リンゼイが、アメリカ・ノースカロライナ州シャーロットでの試合中に心臓発作を起こし、同日死亡[104]。
- 1972年8月1日、レイ・ガンケル（英語版）が、アメリカ・ジョージア州アトランタでの試合でオックス・ベーカーのパンチ攻撃を心臓部へ受け、同日死亡[102]。
- 1978年6月30日、マイク・マーテルが、プエルトリコ・ポンセでの試合でホセ・ゴンザレスのパンチ攻撃を心臓部へ受け、同日死亡（ゴンザレスは1988年のブルーザー・ブロディ刺殺事件でも知られる）[105]。
- 1993年10月26日、オロが、メキシコ・メキシコシティでの試合中に倒れ、同日死亡（心臓発作、脳内出血など死因に諸説あり）。
- 2000年1月7日、ゲーリー・オブライトが、アメリカ・ペンシルベニア州ヘイゼルトンでの試合中に心臓発作を起こし、同日死亡。
- 2003年11月29日、ムーンドッグ・スポットが、アメリカ・テネシー州メンフィスでの試合中に心臓発作を起こし、同日死亡[106]。
- 2015年3月21日、ペロ・アグアヨ・ジュニアが、インディー団体であるレスリング・イン・ティファナ（Wrestling in Tijuana）でマニックと組んでレイ・ミステリオ & エクストリーム・タイガーとの対戦中にミステリオのコルバタを受け、場外へと落ちる際にリングエプロンの角で後頸部を強打し頸椎を損傷し、同日死亡[107]。
- 2019年5月11日、シルバー・キングが、イギリス・ロンドンでの試合中に心筋梗塞で倒れ、同日死亡[108][109]。

## 他の格闘技におけるリング禍
ボクシングと同様に頭部を殴打したり、ボクシングにはない頭部を蹴ることが認められている競技に、ムエタイ、空手、総合格闘技他、多数が存在するが、ボクシングと比較するとリング禍は発生し難い。ルールの差異による頭部への殴打の頻度の違い、ラウンド数や試合時間の違い等、様々な発生差異の理由が存在するが、脳に衝撃を与える競技行為が行われる以上は、リング禍の可能性は常に存在する。

### 総合格闘技
日本国内では、アマチュア修斗で1件確認されている。
海外では、2021年5月時点で、プロの試合で7例、アマチュアの試合で9例のリング禍が確認されている。死因は、脳出血や脳挫傷によるものが9例、心筋梗塞や心不全によるものが4例、減量の影響とみられる腎不全や横紋筋融解症が2例、不明が1例となっている。

### キックボクシング
日本国内では、1件のリング禍が確認されている。正道会館の植田修が1994年に行われた試合でKO負けを喫し死亡した。

### 相撲
相撲では投げの打ち合いで頭から落ちていくことがよくあるが（親方も「投げの打ち合いは手をつかずに顔から落ちろ」と教えることが多い）、髷によって頭が保護されており、少なくとも本場所中に頭部強打が直接の原因となって死亡した事例はこれまでなかった。しかし、2021年3月場所の取り組みで頭から土俵に落下した三段目力士の響龍光稀が救急搬送され、入院中に寝たきりの状態が続いたことで肺血栓を発症し、同年4月に急性呼吸不全で死亡した。取組中の事故が原因で死亡した初の事例となった。

## フィクション作品のストーリー上におけるリング禍
格闘技（特にボクシング）を主題としたフィクションにおいて、リング禍の描写も少なからず存在する。主なものを挙げる。
- あしたのジョー - 力石徹
日本の少年漫画（ボクシング漫画）における事例。主人公の矢吹丈とライバル・力石との対戦で、試合そのものは力石が勝ったものの、その直後に力石の方が倒れて急死した。掲載当時は版元である講談社主催のファン葬という架空人物の葬儀（イベント扱い）が行われる程の社会現象となった。
- ロッキー4/炎の友情 - アポロ・クリード（演 - カール・ウェザース）
1985年のアメリカ映画（ボクシング映画、ロッキー・クリードシリーズ）における事例。ソ連人であるイワン・ドラゴのラスベガスでの訪米興行において、ドラゴから指名を受けた挑戦者のクリードが興行中に倒れて亡くなる。主人公で作品の時系列当時クリードの弟子であったロッキー・バルボアは師匠の敵討にドラゴを挑戦者に指名し、自らソ連のモスクワに向かう。製作当時東側諸国における西側諸国から来た外国人の入国に制約がかかった時期であり、冷戦下に製作された代表的な映画のひとつ。
- ストリートファイター - マイク
1987年に稼働したカプコンのアーケードゲームで、『ストリートファイター』シリーズの初代作品。試合中に対戦相手を殺害（意図的なリング禍）したため、プロボクサーのライセンスを剥奪され、ストリートファイトの世界で活躍する設定となっている。作中の独自設定であり、現実のプロボクシングにおいて、リング禍だけではそのような措置は無いとされている。
- 俺の家の話 - 観山寿一（演 - 長瀬智也）
2021年1月から3月にTBS系列で放送されたテレビドラマ。最終回にて、覆面レスラースーパー世阿弥マシンとしての引退試合に挑んだ寿一が、対戦相手が放ったバックドロップを前に受け身が取れず、死亡[注釈 7]。その後は、すぐに死を受け入れられなかった自分と父・寿三郎[注釈 8]が死を受け入れていくさま、突如寿一を失った周囲の人々を描いた[112][113]。
なお、これが長瀬の事実上の芸能界引退作となっており、現世を去った寿一と芸能界を去る長瀬の姿を重ねる視聴者も多かった[114]。
- あのクズを殴ってやりたいんだ - 平山大地（演 - 大東駿介）
2024年10月から12月にTBS系列で放送されたテレビドラマ。[115]